# Borne milliaire du Manoir
La borne milliaire du Manoir est une borne milliaire romaine, du Ier siècle, anciennement placée au Manoir (Calvados), en France. Datée du règne de l'empereur Claude, c'est le plus ancien monument de ce type connu en Normandie et retrouvé in situ. La borne est conservée à Bayeux, au musée Baron-Gérard.

## Description
La borne, en pierre de Caen, mesure 1,85 m de hauteur et a un diamètre de 0,58 m. F. Delacampagne propose pour sa part 2 m de hauteur. L'inscription du milliaire, qui était tournée vers la chaussée, est mutilée mais demeure restituable ; elle occupe une largeur d'environ 68 cm et ses lettres sont hautes de 40 à 69 mm selon Ed. Lambert.

## Localisation
Jusqu'à sa découverte, avant février 1819, la borne était située le long de l'actuelle route départementale 12, au lieu-dit le Calvaire.

## Historique de la découverte
Selon Édouard Lambert, conservateur de la bibliothèque de Bayeux de la seconde moitié du XIXe siècle auteur d'un ouvrage précieux en ce qu'il a dessiné et recopié des bornes milliaires qui ont disparu depuis, ce monument  « fut trouvé [par le propriétaire du lieu, M. Marchand] renversé et couché au milieu de plusieurs fragments de pierre de taille brisés et jetés confusément dans la masse d'un fossé, sur le bord de la route de Bayeux à La Délivrance, conduisant au bas du port, sur l'Orne, à Bénouville ».
Après sa découverte, en 1819, la borne est transportée à Bayeux par Arcisse de Caumont et Édouard Lambert pour être entreposée à l'actuel musée Baron-Gérard. Le monument original n'était pas visible entre 2001 et mars 2013 du fait de la profonde réorganisation du musée.
Le 31 octobre 1839, une reconstitution hypothétique du milliaire, en pierre calcaire, avec l'inscription complète et surmonté d'un globe, est installée à l'emplacement d'origine sous l'égide de la Société des antiquaires de Normandie. Elle avait été réalisée par un entrepreneur en bâtiments de Bayeux, Adolphe Lechevalier. La décision de la mise en place d'une réplique avait été prise dès 1826, mais reportée du fait de l'état de la route.
Cette dernière, déjà en mauvais état bien que recensée dans l'Inventaire, est détruite lors d'un accident de la route, en 2006. Une nouvelle réplique, un moulage en béton teinté plus semblable à l'original, l'a remplacée en 2010. Une aire de stationnement d'environ 800 m2 a été aménagée pour le public et les voitures à ses alentours.

## Inscription

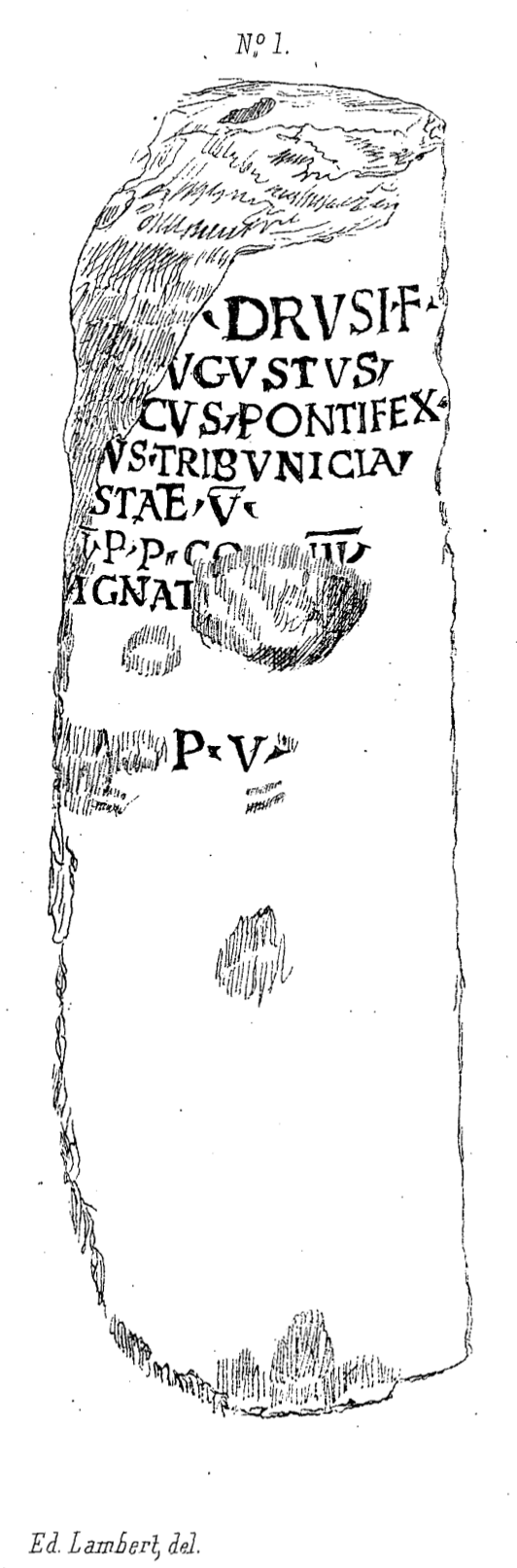
Relevé d'Édouard Lambert publié en 1869.

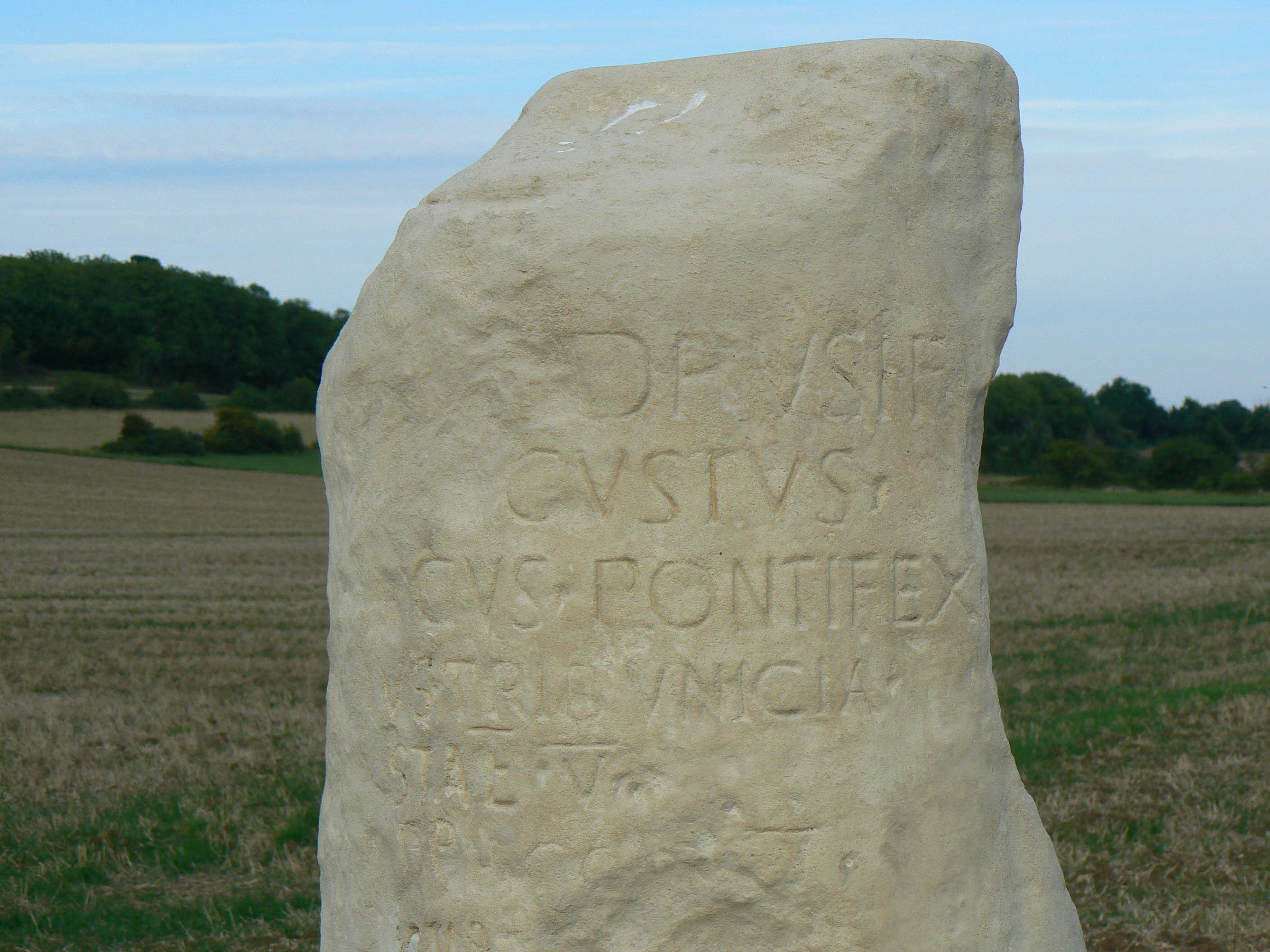
Détail de l'inscription sur la restitution in situ.

### Transcription du texte
« drvsi.f.
vgvstvs.
cvs.pontifex.
vs.tribvnicia.
stae.v.
p.p.co III 
ignat 
p.v. »

### Restitution
« Tiberius Claudius Drusi filius
Caesar Augustus Ger
manicus pontifex ma
ximus tribunicia pot
estate V imperator XI
pater patriae consul III
designatus IIII
milia passuum V »

### Traduction
D'après Édouard Lambert, en 1869 (publié en 1871) :

« Tibère Claude, fils de Drusus 
 César, Auguste
Germanique, souverain pontife 
jouissant de la puissance tribunicienne pour la 5e fois 
empereur pour la 11e 
père de la patrie, consul pour la 3e fois 
désigné pour la 4e 
5000 pas [depuis Augustodurum] »

## Interprétation

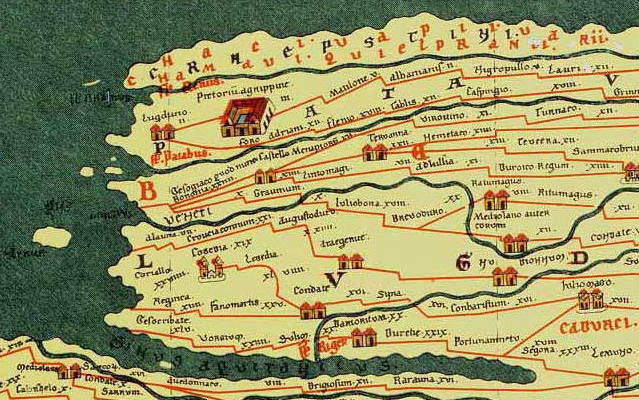
Détail de la Table de Peutinger (Augustoduro est, ici, au centre).

### Datation
Le milliaire est daté précisément du début de l'année 46 de notre ère, grâce à la titulature de Tibère Claude : cinquième année de sa puissance tribunicienne, renouvelée depuis le 25 janvier 41 ; et père de la patrie pour la troisième fois, depuis 42.

### Localisation dans le réseau viaire de la Lyonnaise
D'après la Table de Peutinger (I, 2), ce milliaire ferait partie d'une série balisant l'ancienne voie romaine reliant Augustodurum (Bayeux) à Aregenua (Vieux), sur la route allant d'Alauna (près de Valognes) à Suindinum ou Vindunum (Le Mans). Selon Gabriel Thiollier-Alexandrowicz, cette voie passerait, au-delà de Bayeux, par la D 12 (vers Sommervieu), puis le Manoir, Villiers-le-Sec, Secqueville-en-Bessin, Bretteville-l'Orgueilleuse, Norrey-en-Bessin, Saint-Manvieu-Norrey, Fontaine-Étoupefour, et Vieux. Mais, en se fondant sur l'archéologie et la géographie, d'autres auteurs mentionnent Bénouville puis Lillebonne (Juliobona), dans la continuité de la route vers l'est, comme destination de cette voie.
La distance indiquée dans le texte gravé à sa surface a permis, avec d'autres sources anciennes, de confirmer que l'actuelle ville de Bayeux était bien un centre régional à l'époque de la Gaule romaine.

« La ville de Bayeux était donc la capitale de la contrée, probablement jusqu'aux rives de l'Orne, dès les premiers temps de la puissance romaine, puisqu'elle servait de centre pour compter les distances. Aucun monument écrit n'avait encore prouvé cette existence à une époque aussi reculée.

Tout le monde comprendra, d'après cet exposé, que le milliaire du manoir a une véritable importance historique, puisqu'il peut servir à donner la connaissance d'un fait qui n'était connu par aucun document écrit. »

— Édouard Lambert, 1840-1841, p. 409.